# Managementul calității în proiecte
Obiectivele pentru orice proiect trebuie să includă și obiective referitoare la calitate. Pentru un management eficient al proiectului, obiectivele managementului referitoare la rezultatul final dorit al proiectului trebuie să fie aceleași ca și cele ale managementului calității : de a satisface așteptările clientului pe cât posibil mai ieftin în timp.
Managementul calității în proiecte(engleză Project Quality Management, franceză Management de la qualité dans les projets) include procesele necesare pentru a asigura că proiectul va satisface necesitățile pentru care acesta a fost întreprins. Managementul calității în proiecte include "ansamblul activităților funcției generale de management care determină politica referitoare la calitate, obiectivele și responsabilitățile pe care le implementează în cadrul sistemului calității prin mijloace cum ar fi: planificarea calității, controlul calității, asigurarea calității și îmbunătățirea calității". și 
Asociația pentru Managementul Proiectelor (Association for Project Management) din Anglia a formulat următoarea definiție: "Managementul calității în proiecte este disciplina care este aplicată pentru a asigura că atât rezultatele proiectului cât și procesele prin care rezultatele sunt livrate satisfac necesitățile părților interesate. Calitatea este definită în sens larg ca fiind "corespunzător pentru utilizare" (fitness for purpose)  și mai restrâns ca gradul de conformitate al rezultatelor și procesului". Arhivat în 6 martie 2010, la Wayback Machine. In contextul managementului proiectelor, calitatea este definită de client și reprezintă gradul în care proiectul și livrabilele acestuia ajung să satisfacă cerințele și așteptările clientului. Echipa proiectului trebuie să-și asume cerințele și așteptările clientului, pentru a le satisface. 

## Procesele managementului calității în proiecte
Managementul calității în proiecte se extinde asupra tuturor fazelor proiectului, de la definirea inițială a proiectului, la procesele proiectului, managementul echipei proiectului, rezultatele proiectului și până la finalizarea proiectului.
Managementul calității  în proiecte include următoarele procese majore:
Planificarea calității- identificarea standardelor de calitate relevante (de referință) pentru proiect și determinarea modului în care acestea să fie satisfăcute.
Asigurarea calității- evaluarea performanțelor generale ale proiectului în mod regulat, pentru a furniza încrederea  în faptul că proiectul va satisface standardele de calitate relevante.
Controlul calității- monitorizarea rezultatelor specifice ale proiectului, pentru a determina dacă ele se conformează standardelor de calitate relevante și identificarea căilor de eliminare a cauzelor rezultatelor nesatisfăcătoare.
Managementul calității în proiecte se  adresează atât rezultatelor proceselor de management al proiectelor, cum sunt performanțele de costuri și programare, cât și calității produsului/serviciului rezultat din proiect, de exemplu a livrabilelor. Controlul calității proiectului este utilizat pentru a verifica faptul că livrabilele specifice au o calitate acceptabilă și că acestea satisfac criteriile de caracter complet (completitudine) și corectitudine stabilite în procesul de planificare a calității.
Îmbunătățirea calității reprezintă ansamblul acțiunilor întreprinse în întreaga organizație inițiatoare și organizație de proiect pentru creșterea eficacității și eficienței activităților și proceselor pentru care ele sunt responsabile, în scopul de a asigura avantaje sporite pentru organizație și pentru clienții acesteia.
Principalele probleme (subiecte) ale managementului calității în proiecte sunt:
٭prevenirea apariției problemelor referitoare la calitate;
٭identificarea problemelor apărute;
٭acțiuni corective pentru eliminarea cauzelor neconformităților;
٭îmbunătățirea continuă.
Procesele de planificare, asigurare, control și îmbunătățire a calității în proiecte pot fi descrise prin:
٭intrări : documente sau elemente care pot fi documentate;
٭instrumente și tehnici care sunt aplicate intrărilor pentru a crea ieșirile procesului;
ieșiri : documente sau date care constituie rezultate ale procesului.

## Planificarea calității în proiecte
Planificarea calității în proiecte implică identificarea obiectivelor și condițiilor referitoare la calitatea în proiecte precum și a proceselor operaționale și a resurselor necesare pentru a îndeplini obiectivele calității. De exemplu, calitatea dorită a managementului poate necesita ajustări ale programării activităților, resurselor și costurilor previzionate, iar calitatea dorită a produsului proiectului poate necesita o analiză detaliată a riscului de apariție a oricărei probleme. Planul calității (sau planul de management al calității), elaborat de echipa de management al proiectului, trebuie să identifice obiectivele măsurabile ale calității. Vezi mai jos: Rezultate ale planificării calității în proiect.
Intrări ale procesului de planificare a calității sunt:
Politica referitoare la calitate reprezintă intențiile și orientările generale ale organizației, referitoare la calitate, așa cum sunt exprimate oficial de managementul de la cel mai înalt nivel.  Echipa de management al proiectului este responsabilă pentru a asigura că părțile interesate în proiect sunt conștiente de politica referitoare la calitate, adoptată.
٭Definirea scopului proiectului este o intrare principală în procesul de planificare a calității, deoarece documentează livrabilele majore ale proiectului, precum și obiectivele proiectului, stabilite încă din faza de inițiere.
٭Descrierea produsului care conține detalii ale caracteristicilor tehnice și de altă natură și care pot influența planificarea calității.
٭Standarde și reglementări care influențează proiectul.
٭Ieșiri din alte procese. De exemplu, planificarea achiziționării poate identifica cerințele de calitate impuse contractorului, cerințe ce trebuie să fie reflectate în planul general de management al calității.
Instrumente și tehnici pentru planificarea calității pot include:
Analiza cost-beneficiu implică estimarea costurilor (cheltuielilor) și a beneficiilor (veniturilor) diferitelor alternative de proiecte. Beneficiul principal al satisfacerii cerințelor de calitate constă în reducerea retușărilor în proiecte, ceea ce înseamnă costuri mai reduse și o satisfacție mărită a părților interesate (acționari, stakeholders). Costul principal al satisfacerii cerințelor de calitate constă în cheltuielile asociate cu activitățile de management al calității proiectului. In general, beneficiile trebuie să depășească costurile.
Benchmarking. Este o metodă de comparare a proceselor proiectului planificat cu cele mai bune practici ale altor proiecte din domeniul respectiv sau din alte domenii, pentru a genera idei de îmbunătățire a proceselor și a furniza proceduri prin care să fie măsurate performanțele. Aspectele comparate de obicei sunt calitatea, timpul și costul proiectului.
Utilizarea unor diagrame (flowcharting- l.engl.). Tehnicile de utilizare a diagramelor folosite în mod obișnuit în managementul calității sunt:
Diagrama cauză-efect (diagrama Ishikawa) care se întocmește pentru a stabili relațiile existente între diferitele cauze și efectele sau problemele potențiale pe care le creează.
Scheme de flux al proceselor sau al sistemelor care indică fluxul datelor sau elementelor procesului/sistemului și prin urmare, modalitățile în care se succed diferitele elemente ale procesului/sistemului.
Utilizarea unor diagrame poate sprijini echipa proiectului să anticipeze unde ar putea apărea probleme referitoare la calitate și astfel poate ajuta la rezolvarea acestora.
Proiectarea experimentelor (Design of experiments-l. engl.; plan d'expérience- l. franc.) este o tehnică analitică care permite să se identifice variabilele independente (factorii experimentului) care au cea mai mare influență asupra variabilei dependente ce se măsoară în cursul experimentului. Experimentele factoriale sunt eficiente în privința evaluării efectelor și interacțiunilor posibile ale diferiților factori (variabile independente).
Rezultate ale planificării calității în proiect includ:
Planul de management al calității trebuie să descrie modul în care echipa de management a proiectului va implementa politica în domeniul calității, inclusiv obiectivele referitoare la calitate.(Vezi și Calitate).Acest plan trebuie să descrie sistemul calității proiectului, definit ca fiind "ansamblul de structuri organizatorice, proceduri, procese și resurse necesare pentru implementarea managementului calității" (cf. SR ISO 8402:1995). Dezvoltarea planului de management al calității trebuie să identifice livrabilele majore ale proiectului, criteriile de completitudine și corectitudine care trebuie satisfăcute de livrabile, activitățile de control al calității, de asigurare a calității și de îmbunătățire a calității pentru proiect. Planul calității trebuie să definească testele, inspecțiile și programele de audit, adecvate pentru diferitele faze ale proiectului. Planul de management al calității definește cerințele pentru calitate și procesele de control al calității care vor fi aplicate asupra managementului proiectului. Cerințe specifice pentru calitate vor fi înglobate în descrierea fiecărui produs/livrabil al proiectului.
Definiții operaționale denumite și metrici în unele aplicații, descriu cum se măsoară calitatea în lucrările proiectului, precum și în livrabile reale, în cadrul procesului de control al calității. O atenție particulară trebuie să se acorde metricilor care indică modul în care proiectul progresează, în termeni de costuri, ore de muncă, duratele activităților, termenele de începere și de terminare ale fiecărei activități, productivitatea lucrărilor (exprimată prin ore consumate pe unitate de lucrare) etc. Vezi:Managementul proiectelor. Metricile calității ar trebui identificate pentru fiecare element din structura de descompunere a lucrărilor (WBS). Deocamdată, nu există metrici universal acceptate.
Liste de control (check lists- l.engl; listes de contrôle -l.franc.) sunt utilizate pentru a verifica faptul că un grup de elemente ale unei activități precise au fost efectuate.

## Asigurarea calității în proiecte
Asigurarea calității este ansamblul activităților planificate și sistematice, implementate în cadrul sistemului calității și demonstrate ca fiind necesare pentru furnizarea încrederii în faptul că proiectul va satisface standarde de calitate relevante sau cerințe date referitoare la calitate. Asigurarea calității este o problemă esențială pentru managementul eficient al proiectului, deoarece obiectivele managementului proiectului sunt aceleași ca și cele ale managementului calității.
Asigurarea calității trebuie să definească mai ales modul operațional de realizare, în special activitățile care asigură calitatea produsului sau a livrabilelor proiectului. Activitățile de asigurare a calității în proiecte includ procese de acceptare și testare, procese de verificare a cerințelor pentru calitate, activități de programare și comunicare etc.
Asigurarea calității poate fi internă sau externă. Asigurarea internă a calității are scopul de a furniza încredere echipei de management a proiectului și managerilor organizației executante că este realizată calitatea dorită. Asigurarea externă a calității are scopul de a furniza încredere clientului sau altor beneficiari neimplicați activ în lucrările proiectului că sistemul calității existent va furniza produse sau livrabile ce vor satisface condițiile de calitate date.
Intrări ale procesului de asigurare a calității
٭Planul de management al calității a fost descris în secțiunea anterioară: "Planificarea calității în proiecte".
٭Rezultatele controlului calității reprezintă înregistrări ale încercărilor, testelor și măsurătorilor realizate, într-un format care să permită compararea și analiza performanțelor.
٭Definiții operaționale au fost descrise în secțiunea anterioară : "Planificarea calității în proiecte".
Instrumente și tehnici pentru asigurarea calității pot include:
٭Instrumente și tehnici pentru planificarea calității, așa cum au fost descrise în secțiunea: Planificarea calității proiectelor.
٭Audituri ale calității. Un audit al calității este o examinare sistematică și independentă în scopul de a determina dacă activitățile referitoare la calitate și rezultatele aferente satisfac dispozițiile prestabilite și dacă aceste dispoziții sunt puse în practică în mod efectiv și sunt corespunzătoare pentru a atinge obiectivele. Unul dintre scopurile auditului calității proiectelor este acela de a evalua necesitatea de îmbunătățire a performanțelor proiectului.
Auditurile calității pot fi programate în prealabil sau aleatorii și acestea pot fi efectuate de auditori interni (audit intern) sau de către o terță parte, independentă de organizația executantă a proiectului (audit extern), cum ar fi o agenție de auditare a sistemelor calității.
٭Inspecția calității bazată pe eșantionare și controlul statistic al proceselor.
Ieșiri ale Asigurării Calității pot include:
Procese de îmbunătățirea calității. Imbunătățirea calității include acțiuni întreprinse pentru creșterea eficienței și eficacității proiectului, în scopul de a asigura beneficii sporite pentru părțile interesate în proiect. Astfel de acțiuni ar trebui să determine cum pot fi îmbunătățite procesele de lucru sau activitățile proiectului. În multe cazuri, îmbunătățirea calității va necesita acțiuni corective pentru eliminarea cauzelor unor neconformități, defecte etc., în scopul prevenirii repetării acestora. Îmbunătățirile identificate trebuie implementate, însă trebuie preferate acele îmbunătățiri care au cea mai mare valoare și totodată, care necesită cantitatea cea mai mică de muncă.

## Controlul calității în proiecte
Controlul calității în proiecte implică tehnici și activități cu caracter operațional utilizate pentru monitorizarea rezultatelor specifice ale proiectului , în timpul derulării proiectului, și pentru eliminarea cauzelor rezultatelor/performanțelor nesatisfăcătoare. (Vezi: Calitate, secțiunea Definițiile calității). Acest control de calitate trebuie să fie efectuat în toate fazele componente ale proiectului: inițiere, planificare, execuție etc. Controlul calității în managementul proiectelor necesită ca managerul de proiect și echipa de proiect să inspecteze lucrările efectuate, pentru a determina dacă rezultatele lucrărilor sunt aliniate cu obiectivele afirmate ale scopului proiectului.
Rezultatele proiectului care trebuie monitorizate includ atât produsul rezultat al proiectului, de exemplu calitatea livrabilelor, cât și rezultatele procesului de management, cum sunt performanțele de costuri și programare. Dacă rezultatul final al proiectului este un produs, criteriile de calitate impuse pot include caracteristici ce aparțin operării și funcționării produsului, (vezi calitate), de exemplu: siguranța în funcționare, ușurința de utilizare, întreținerea ușoară, disponibilitate,eficiența economică etc. Dacă rezultatul proiectului este un nou serviciu, caracteristicile de calitate ale serviciului furnizat sunt: calitatea accesului la serviciu, promptitudinea servirii clienților, competența furnizorului de servicii, curtoazia și abilitățile de comunicare, fiabilitatea serviciului.
Controlul calității necesită utilizarea metodelor de control statistic al proceselor. De aceea, echipa de lucru a proiectului trebuie să aibă cunoștințe asupra controlului statistic al calității, în special asupra eșantionării, pentru a ajuta la evaluarea rezultatelor controlului calității. Între alte subiecte, echipa de lucru trebuie să cunoască deosebirile dintre:
٭ controlul statistic prin atribute, aplicat atunci când caracteristica controlată este nemăsurabilă sau greu măsurabilă și se clasează în "corespunzătoare" sau "necorespunzătoare", respectiv controlul statistic prin măsurare -atunci când caracteristica de calitate este măsurabilă și valorile acesteia se determină prin măsurare pentru fiecare unitate din eșantion;
٭ cauze speciale ale erorilor (evenimente neobișnuite) și cauze aleatorii (variația normală a procesului, datorată numai întâmplării);
٭ toleranțe (rezultatul controlului este acceptabil dacă valorile caracteristii se află în domeniul cuprins între limitele de toleranță prescrise), respectiv limite de control (procesul este în stare de control dacă rezultatul este cuprins între limitele de control: limita de control superioară și limita de control inferioară).
Intrări ale controlului calității
٭ Rezultatele activităților includ atât rezultatele proceselor de management al proiectului cât și performanțele produsului.
٭ Planul de management al calității este descris la secțiunea: Planificarea calității în proiecte.
٭ Definiții operaționale au fost descrise la secțiunea : Planificarea calității.
٭ Liste de control au fost descrise la secțiunea: Planificarea calității.
Instrumente și tehnici pentru controlul calității
includ:
Inspecția cuprinde activități cum ar fi măsurarea, examinarea, încercarea sau verificarea uneia sau a mai multor caracteristici ale unui produs, proces sau activitate și compararea rezultatelor cu condițiile specificate cu scopul de a stabili dacă rezultatele sunt conforme cu specificațiile. Inspecțiile pot fi efectuate asupra rezultatelor unor activități individuale sau asupra produsului final al proiectului. Inspecțiile pot avea diferite denumiri, cu semnificații specifice, de exemplu analize ale produsului, audituri etc.
Diagramele de control (sau fișe de control) sunt grafice pe care sunt reprezentate, în funcție de timp, valorile rezultatelor unui proces. Acestea sunt utilizate pentru a determina dacă procesul este "în stare de control". Atunci când procesul este "sub control", acesta nu trebuie să fie ajustat.
În managementul calității proiectelor, diagramele de control pot fi utilizate pentru a monitoriza varianțele costurilor și ale programării activităților, erorile din documentele proiectului etc.
٭ Diagrama Pareto este un instrument practic unde pe axa orizontală sunt reprezentate categorii de defecte iar pe axa verticală -frecvențele lor de apariție (în procente), astfel încât este posibilă clasificarea cauzelor sau defectelor. Identificarea celor mai importante cauze sau defecte (în procente) este utilizată pentru a ghida acțiunile corective. Pentru îmbunătățirea calității se acționează în primul rând asupra eliminării cauzelor care generează cele mai numeroase defecte;
٭ Eșantionarea statistică implică extragerea unei părți din "populația" care prezintă interes pentru inspecție. Există o varietate de modalități de prelevare a datelor pentru a forma (a constitui) eșantioane, care trebuie să fie cunoscute de echipa de lucru a proiectului.
٭ Utilizarea unor diagrame ( de exemplu, diagrama Yshikawa) a fost descrisă anterior în secțiunea: Planificarea calității proiectelor.
٭ Analiza trendului implică utilizarea unor tehnici matematice  care folosesc rezultate anterioare pentru a prognoza rezultatele viitoare ale proiectului. Prin analiza trendului se monitorizează performanțele tehnice- cantitatea de erori sau defecte identificate și cantitatea de abateri care au rămas necorectate. De asemenea, se monitorizează varianțele performanțelor de costuri și programare.
Rezultate ale controlului calității proiectelor
pot include:
٭ Procese de îmbunătățirea calității au fost descrise în secțiunea : Asigurarea calității proiectelor.
٭ Decizii de acceptare. Entitățile inspectate (produse, procese) vor fi acceptate sau respinse. În cazul respingerii, entitățile respinse vor necesita remedierea deficiențelor.
Remedierea deficiențelor (rework-l.engl.) este acțiunea întreprinsă pentru a aduce o entitate neconformă în concordanță cu condițiile specificate anterior. Echipa proiectului trebuie să întreprindă toate eforturile pentru a minimiza defectele care conduc la necesitatea remedierii deficiențelor.
٭ Liste de control (check lists-l.engl.). Vezi secțiunea: Planificarea calității proiectelor.
Atunci când sunt utilizate liste de control, acestea trebuie să constituie o parte a înregistrărilor proiectului.
٭ Ajustări ale proceselor implică acțiuni corective sau preventive imediate, ca rezultate ale măsurărilor în cadrul controlului calității proiectului.

## Îmbunătățirea calității
Organizația executantă a proiectului (organizația de proiect -cf. standardului SR ISO 10006:20005) trebuie să utilizeze rezultatele măsurării și ale analizelor datelor din procesele proiectului și să aplice acțiuni corective, acțiuni preventive pentru evitarea apariției problemelor referitoare la calitate. Unul din mijloacele îmbunătățirii calității managementului este "Învațarea în cadrul rețelelor"
Analizele datelor asupra calității în proiect permit managerului de proiect să-și formeze idei clare asupra greșelilor, erorilor, abaterilor, modificărilor care influențează obiectivele proiectului și a cauzelor acestora, să efectueze ajustările necesare și să aplice acțiunile necesare pentru atingerea obiectivelor proiectului referitoare la terminarea proiectului la timp, conform scopului și bugetului planificat. Procesul de îmbunătățire a calității este suprapus pe procesul de control al calității.
Măsurarea și analiza datelor urmărește să îmbunătățească performanțele organizației și să se asigure îmbunătățirea continuă a eficienței și eficacității proceselor de management al proiectului. Măsurarea performanțelor proiectului se referă la:
٭ evaluarea fiecărei activități și a fiecărui rezultat care ar putea afecta atingerea obiectivelor proiectului;
٭ auditarea proiectului și auditarea calității în proiect; auditurile interne și eventual auditurile externe ar trebui să identifice oportunități de îmbunătățire;
٭ evaluarea resurselor reale utilizate, pentru a analiza și a identifica abaterile de la planurile resurselor, față de estimările inițiale;
٭ evaluările caracteristicilor produsului realizat în proiect, ca rezultat final care va fi supus aprobării clientului proiectului;
٭ realizarea obiectivelor proiectului.
Îmbunătățirea continuă a performanței globale trebuie să fie un obiectiv permanent al organizației. Procesul de stabilire a obiectivelor și de determinare a oportunităților de îmbunătățire este un proces de îmbunătățire continuă care utilizează constatările și concluziile auditului, ale analizei datelor, analizelor efectuate de management etc.
Îmbunătățirea continuă trebuie să se exercite asupra tuturor proceselor și fazelor de management al proiectului. Analizele datelor proiectului constituie o fază de verificare din ciclul "Plan-Do-Check-Act (Planifică-execută-verifică-acționează), așa-numitul ciclu al lui Deming (PDCA). In acest context se acționează asupra recomandărilor derivate din proiecte anterioare; se planifică capturarea datelor asupra proiectului executat; se execută îmbunătățirea continuă; se verifică cum s-a efectuat analiza retrospectivă.
Îmbunătățirea continuă va consta din aplicarea ciclului PDCA de către toate persoanele implicate în proiect, la toate nivelurile și asupra tuturor activităților proiectului.
Organizația de proiect ar trebui "să învețe" din alte proiecte, din eșecuri ale produselor în garanție și reclamații, din feedbackul de la clienți și din experiențele altor organizații. Pentru a învăța din experiența proiectului ar trebui definite informațiile care sunt necesare în acest scop și ar trebui să fie implementat un sistem pentru identificarea, colectarea, stocarea, actualizarea și regăsirea informațiilor din proiect.

## Procese de comunicare
Procesele de comunicare în cadrul proiectului asigură generarea, colectarea, diseminarea, stocarea și eliminarea finală a informațiilor necesare proiectului. Procesele de comunicare sunt vitale pentru desfășurarea proiectului, urmărind să asigure că necesitățile (cerințele) clientului și criteriile de acceptare sunt bine definite și documentate; să stabilească, de asemenea metrici de performanță pentru domeniile-cheie de performanțe,  prin înțelegeri de comun acord între client, furnizor și partenerii lanțului de furnizare.
Procesele referitoare la comunicare sunt: planificarea comunicării, managementul informației și controlul comunicării (cf. SR ISO 10006:2005, punct 7.6).
Succesul proiectului depinde și de comunicarea eficientă în proiect. În cadrul managementului proiectului există numeroase instrumente și tehnici destinate pentru îmbunătățirea proceselor de comunicare:
٭ Structura de descompunere a lucrărilor (WBS);
٭ Structura detaliată orientată pe unități organizaționale (acronim: OBS -în l.engl.);
٭ Matricea de atribuire a responsabilităților;
٭ Planul director integrat (Master Integrated Schedule -l.engl.);
٭ Plan de comunicare al proiectului;
٭ Plan de management al riscului;
٭ Rapoarte de evaluare a stării proiectului.
În încheiere, trebuie subliniat că managementul calității în proiecte oferă metode, instrumente și tehnici aplicate pentru a defini obiectivele generale ale calității, obiectivele calității în fiecare fază a proiectului precum și standarde și reglementări de control al calității, împreună cu o compilare a planului general de control al calității.

## Riscuri referitoare la calitate
In cadrul managementului riscului în proiecte pot fi identificate unele riscuri referitoare la calitatea în proiecte, de exemplu:
٭ procesele referitoare la calitate nu sunt "in situ" ;
٭ asigurarea directă a calității nu este eficace;
٭ controlul calității, inspecțiile pentru conformitate etc. nu sunt eficiente;
٭ definiția calității diferă între client și echipa proiectului.
Managementul riscului trebuie să includă și aspecte legate de identificarea riscurilor, analiza acestora și dezvoltarea unor răspunsuri pentru tratarea  amenințărilor riscurilor referitoare la calitatea proiectului și a livrabilelor acestuia.